# 和丰
和丰是马来西亚霹雳州江沙县江沙市下辖的一个副县，也是县内人口第二多的城镇。其西面是江沙市（相距约20公里），南面是近打县珠宝镇（Chemor）。
和丰因位于联邦1号公路旁，在南北大道开通前为必经之地，后开通的南北大道则绕过和丰直接通往州首府怡保市（相距约25公里），使该镇不再是北上南下的必经之路。和丰在独立前只是一个小镇和华人新村，目前该镇附近已有许多花园住宅区，以及数个华人新村等。
和丰副县由和丰，Pulau Kamiri和Kota Lama Kanan三个巫金区组成，面积达155,141公顷，占了整个江沙县的61.5%。

## 历史
和丰早期是个矿区，也有人从事农业，那里有个店名叫“和丰”，当问及去哪里时便回答“和丰”，久而久之成了地名。但这“和丰”店却从沧桑岁月中悄然消失。早期也从马来文名Sungai Siput音译为“双溪丝不”。Sungai Siput意为螺河，是穿过市区的一条河，当年该河生产螺而得名。由于金宝县也有一个Sungai Siput（中文称为石山脚），因此和丰的马来文官方名称为Sungai Siput Utara，或缩写Sungai Siput (U)。
和丰曾发生某事件而导致马来亚紧急状态开始。马来亚共产党党员在和丰一座园丘杀了三名园丘经理，导致马来亚殖民政府于1948年6月16日颁布紧急状态。同年7月马来亚共产党被列为非法组织。

## 教育
和丰共有6所华文小学，包括市区的兴中华小、竹芭华小、新邦椰朗华小、林玛班映华小，以及郊区的连登华小和叻沙华小。此外还有一所国民型华文中学，即兴中国民型华文中学。

## 交通

### 公路
和丰境内无高速公路贯穿，马来西亚联邦1号公路为和丰的主干道路。2017年，私营公司向政府建议建设一条新的高速公路（JELAS Highway），该计划预计耗资46亿令吉，从怡保九洞枢纽开始，经过和丰、江沙、太平、司南马直达槟城州的峇都交湾，总里程达116公里，并将在和丰设立出入口。

### 城际轨道

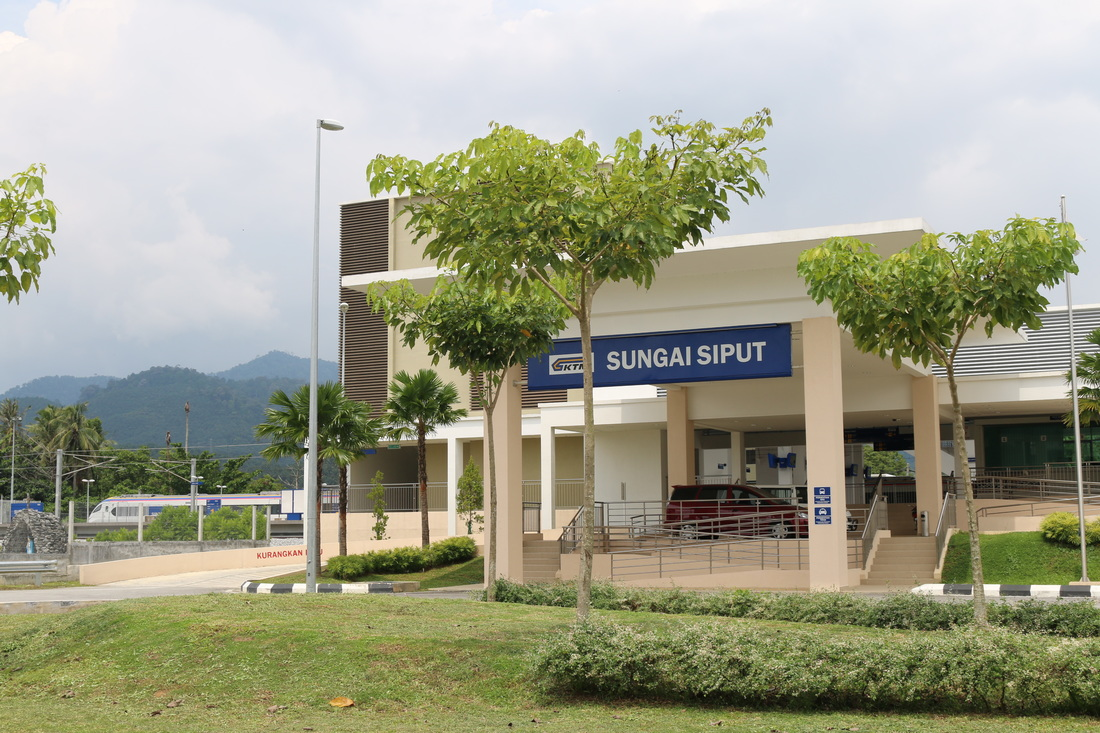
和丰站

马来亚铁道通勤铁路下的西海岸铁路线在和丰设有一座和丰站。该站也属于北海至金马士或巴东勿刹两条电动火车线路的慢车站，只有金色服务（ETS Gold）会于该站停留。